# Ksenoposejdon
Ksenoposejdon (Xenoposeidon) – rodzaj zauropoda żyjącego we wczesnej kredzie na terenie dzisiejszej Anglii. Znany jest pojedynczy kręg tego dinozaura, znacząco różniący się od kręgów innych zauropodów. Kość ta została odkryta już w latach 90. XIX wieku, jednak ksenoposejdon został naukowo opisany dopiero w 2007 przez Michaela Taylora i Darrena Naisha. Nazwa Xenoposeidon oznacza „obcy Posejdon” i odnosi się do zauroposejdona – zauropoda z rodziny brachiozaurów.

## Budowa
Xenoposeidon został opisany na podstawie niekompletnego kręgu grzbietowego nieobejmującego części centralnej oraz przedniej. Długość trzonu kręgu jest szacowana na 20 cm, a wysokość zachowanej części na 30 cm. Przeciętna średnica tylnej powierzchni części centralnej wynosiła około 16,5 cm. Znajdowało się tam zagłębienie, wystarczająco głębokie, by sądzić, że przednie powierzchnie kręgów były wypukłe.
Kręg ten wykazuje kilka cech charakterystycznych, odróżniających ksenoposejdona od innych zauropodów. Podstawa łuku kręgowego obejmuje centrum kręgu i ciągnie się aż do tylnej części. Łuk kręgowy jest pochylony ku przodowi pod kątem 35°. Kanał nerwowy jest duży i ma kształt łzy z przedniej strony, lecz niewielki i okrągły z tyłu. Różne struktury tworzące łuk kręgowy mają charakterystyczną konfigurację.

## Klasyfikacja
Budowa kręgów odróżnia ksenoposejdona od innych zauropodów. Kręg ten jest na tyle wyjątkowy, że gdy Taylor i Naish próbowali pozycję filogenetyczną ksenoposejdona wykorzystując analizy kladystyczne, stwierdzili, że chociaż należy do Neosauropoda, nie można go włączyć do żadnej znanej grupy tego taksonu – Brachiosauridae, Camarasauridae, Diplodocoidea i Titanosauria. Xenoposeidon mógł być zaawansowaną formą należącą do jednej z tych grup lub przedstawicielem wcześniej nieznanej. Taylor i Naish ostatecznie uznali go za Neosauropoda incertae sedis. Upchurch, Mannion i Barrett (2011) sugerują, że może on należeć do Somphospondyli, natomiast Taylor (2018) zaliczył go do grupy Diplodocoidea i do rodziny Rebbachisauridae.

## Historia odkryć
Kolekcjoner skamieniałości Phillip James Rufford odkrył kręg ksenoposejdona na początku lat 90. XIX wieku w dolnokredowych (berrias-walanżyn) osadach Hastings Bed Group niedaleko Hastings w Anglii. Kręg pochodził prawdopodobnie z warstw berriasu formacji Ashdown Beds, jednak dokładne ustalenie stratygrafii i miejsca wydobycia nie jest możliwe.
Kręg ten, skatalogowany jako BMNH R2095, został krótko opisany w 1893 przez angielskiego paleontologa Richarda Lydekkera. Przypuszczał on, że kręg mógł należeć do przedstawiciela gatunku Cetiosaurus brevis, obecnie przemianowanego na Pelorosaurus conybeari. Przez 113 lat nie wzbudzał zainteresowania naukowców. Dopiero w 2007 Mike Taylor, specjalista od budowy kręgów zauropodów, natrafił na niego i zdecydował się dokonać wraz z Darrenem Naishem jego opisu.
Utworzenie nowego rodzaju zostało ogłoszone przez British Palaeontology Association 15 listopada 2007. Rodzaj ten obejmuje jeden gatunek – Xenoposeidon proneneukos. Epitet gatunkowy proneneukos oznacza „pochylony do przodu”, w odniesieniu do budowy łuku kręgowego. Szereg apomorfii skłonił autorów do ustanowienia nowej nazwy rodzajowej.

## Paleobiologia
Jak wszystkie zauropody, Xenoposeidon był poruszającym się czworonożnie roślinożercą. Osiągał stosunkowo niewielkie jak na zauropoda rozmiary; szacowana na podstawie rozmiarów kręgu długość dinozaura wynosiła około 15 metrów przy wadze masie 7,6 t – jeśli budową przypominał brachiozaura – lub 20 metrów przy masie 2,8 t – jeśli był zbudowany jak diplodok.